# Fernando de Prado

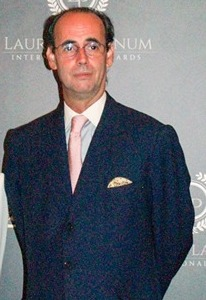
Fernando de Prado

Fernando de Prado Pardo-Manuel de Villena (* 1. September 1963 in San Sebastian, Guipuzcoa) ist ein spanischer Historiker, Schriftsteller und Dozent. Er ist für die Konzipierung und Förderung der Suche und Identifizierung der sterblichen Überreste des Schriftstellers Miguel de Cervantes bekannt.

## Familiärer Hintergrund
Fernando de Prado wurde am 1. September 1963 in der Stadt San Sebastian in einer Familie des spanischen Adels geboren. Sein Vater war Julio Prado Colon de Carvajal, Conde de la Conquista, Bruder von Manuel und Diego Prado und Colon de Carvajal, Nachkommen von Christoph Kolumbus. Seine Mutter, Isabel Pardo-Manuel de Villena Verastegui ist Baroness von Monte Villena, zugehörig zum Haus von Manuel de Villena, Grafen von Via Manuel. Fernando de Prado ist der Cousin von Borja Prado Eulate, Präsident von Endesa.

## Ausbildung
Er studierte Rechtswissenschaften, Geschichte und Geographie an der Universidad Complutense de Madrid und der Universidad CEU San Pablo. Er schloss sein Studium in Genealogie, Heraldik und Adelskunde an der „Marquis de Aviles“-Schule der Vereinigung der Hochschulabsolventen für Genealogie, Heraldik und Adelskunde ab, von der er später Leiter wurde. Er erzielte einen Master-Abschluss in Protokoll und Geschäftsbeziehungen vom Europäischen Institut Madrid für Gesundheit und soziales Wohlbefinden.

## Späteres Leben
Im Jahr 1991 war er Mitglied des wissenschaftlichen Untersuchungsausschusses, später sein Koordinator, für die Ausstellung „2. Mai 1808“, die einen Teil der Veranstaltung „Madrid Kulturhauptstadt 1992“ bildete. Später war er technischer Kommissar der Ausstellung „die Universitäten von Madrid“, auch für die Kulturhauptstadt Madrid. Für mehrere Jahre arbeitete er als Führer für Würdenträger und Berater des Armee-Museums in Madrid. Er arbeitete auch als stellvertretender Direktor des Actas Verlags und als stellvertretender Direktor des Trebol-Vertriebs. Letztendlich war er Direktor und Förderer des Projektes zur Suche und Identifizierung der sterblichen Überreste von Miguel de Cervantes. Derzeit entwickelt er kulturelle und andere Kooperationsprojekte mit ausländischen Unternehmen in Spanien.

## Werke
- Catálogo de tesis doctorales sobre geografía e historia que se conseva en el Archivo de la Universidad Complutense e Madrid :1900-1987 Alfonso Bullón de Mendoza (Director) ISBN 84-505-7802-7
- Sociedades secretas en España León Arsenal e Hipólito Sanchiz (Colaborador)2006 ISBN 978-84-08-06344-5
- Rincones de historia española con León Arsenal 2007 ISBN 978-84-414-2050-2
- Cabezas de la nobleza : origen y secretos de la aristocracia española 2008 ISBN 978-84-96840-37-9
- Anales de la Real Academia Matritense de Heráldica y Geanelogía. Vol.XV "Curiosidades entorno a la sepultura de Miguel de Cervantes" pag. 497-512 2012 ISSN 1133-1240
- Anuario de Estudios Cervantinos IX "Muerte y enterramiento de don Miguel de Cervantes. Proyecto de localización e identificación de sus restos. Proyecto de localización e identificación de sus restos" pag.323-335 2013 ISBN 978-84-15175-55-1